# Phaonia bipunctata
Phaonia bipunctata är en tvåvingeart som först beskrevs av Ignaz Rudolph Schiner 1868.  Phaonia bipunctata ingår i släktet Phaonia och familjen husflugor. Inga underarter finns listade i Catalogue of Life.